# Campionato sudamericano di rugby 2017
Il campionato sudamericano di rugby 2017 (in spagnolo Sudamericano de Rugby 2017; in portoghese Campeonato Sul-Americano de Rugby de 2017) fu il 39º campionato continentale del Sudamerica di rugby a 15.
Come l'anno precedente, fu strutturato in due fasi itineranti: una prima, che servì a designare il vincitore del Sudamericano "A" e gli sfidanti della squadra campione 2017 nell'edizione successiva, e una seconda, chiamata Sudamérica Rugby Cup, in cui le due migliori classificate della prima fase del 2016, Uruguay e Cile, incontrarono l'Argentina campione in carica.
Il Sudamericano A 2017 fungeva anche da terzo turno di qualificazione della zona americana alla Coppa del Mondo di rugby 2019: la prima fase di tale torneo, a girone unico, vide la vittoria dell'Uruguay - al quarto titolo sudamericano - che così attese la squadra perdente dello spareggio nordamericano per l'incontro che valeva l'accesso diretto alla competizione mondiale.
Le prime due classificate del Sudamericano A 2016, inoltre, avevano già acquisito il diritto di sfidare l'Argentina nella Sudamérica Rugby Cup 2017: in tale competizione triangolare le due squadre si presentarono con il risultato dell'incontro diretto fra di esse nel Sudamericano appena concluso.
In rappresentanza dei Pumas fu schierata l'Argentina A che si aggiudicò il trofeo e laureandosi campione continentale per la trentottesima volta.
La Colombia vinse il Sudamericano B, un triangolare disputato insieme a Perù e Venezuela, mentre il Sudamericano C, tenutosi interamente a Tres Ríos, fu vinto dalla Costa Rica padrone di casa in Costa Rica, e fu vinto dai padroni di casa su Guatemala, Nicaragua e Panama.
Il valore delle marcature, come stabilito dall’IRFB nel 1992, era: 5 punti per ciascuna meta (7 se trasformata), 3 punti per la realizzazione di ciascun calcio piazzato, idem per il drop.
Per tutte le divisioni del torneo il sistema previde 3 punti per la vittoria, 1 per il pareggio, 0 per la sconfitta.

## Squadre partecipanti
| Sudamericano “A” | Sudamericano “B” | Sudamericano “C” |
| ---------------- | ---------------- | ---------------- |
| Argentina XV     | Colombia         | Costa Rica       |
| Brasile          | Perù             | Guatemala        |
| Cile             | Venezuela        | Nicaragua        |
| Paraguay         |                  | Panama           |
| Uruguay          |                  |                  |

## Sudamericano "A"

### 1ª giornata
| Arbitro: | Joaquín Montes |

|                             |      |                |
| Velarde 31’ Dussaillant 75’ | mt   | 38’ v. Niekerk |
| Urroz 75’                   | tr   | 38’ Duque      |
| González 3’                 | c.p. | 20’ Duque      |

| Arbitro: | Pablo de Luca |

|                                  |    |                                                               |
| Gayoso 59’ Mauger 73’ Sitjar 79’ | mt | 12’ Vilaseca 20’, 35’, 40’ Valente 32’ Telleria 52’, 63’ Soto |
| Gayoso 73’, 79’                  | tr | 12’, 20’, 32’, 35’, 52’ A. Herrera                            |

### 2ª giornata
| Arbitro: | Henrique Platais |

|                                                                                       |    |            |
| Brangier 4’, 23’ Soto 10’, 53’ Velarde 13’ Munita 17’ Larenas 20’, 35’, 39’ Silva 47’ | mt | 29’ Gayoso |
| Gonzáles 4’, 13’, 17’, 20’, 23’, 35’, 39’, 47’                                        | tr | 30’ Gayoso |

| Arbitro: | Juan Sylvestre |

|                                                     |      |                                 |
| Leivas 6’, 79’ Gaminara 22’ Lamanna 34’ tecnica 55’ | mt   | 39’ Duque 43’ Daniel 69’ da Ros |
| Berchesi 6’, 22’, 34’, 79’                          | tr   | 39’, 43’, 69’ Duque             |
| Berchesi 2’, 40’                                    | c.p. | 15’ Duque                       |
|                                                     | drop | 50’ Reeves                      |

### 3ª giornata
| Arbitro: | Damián Schneider |

|                                                                                                 |      |                |
| D. Sancery 30’ F. Sancery 37’ Giantorno 42’ Reeves 46’ Rosetti 49’ Daniel 66’, 71’ L. Duque 79’ | mt   |                |
| M. Duque 30’, 37’, 42’, 49’, 66’, 71’, 79’                                                      | tr   |                |
| M. Duque 25’                                                                                    | c.p. | 5’, 34’ Gayoso |

| Arbitro: | Federico Anselmi (UAR) |

|                                  |      |                        |
| Berchesi 4’ Leivas 16’ Silva 48’ | mt   | 51’ de la Fuente       |
| Berchesi 4’, 16’, 48’            | tr   |                        |
| Berchesi 27’, 31’                | c.p. | 44’ González 69’ Urroz |

#### Classifica
| Pos | Squadra  | G | V | N | P | PF  | PS  | DP   | Pt |
| --- | -------- | - | - | - | - | --- | --- | ---- | -- |
| 1   | Uruguay  | 3 | 3 | 0 | 0 | 113 | 57  | +56  | 9  |
| 2   | Cile     | 3 | 2 | 0 | 1 | 92  | 44  | +48  | 6  |
| 3   | Brasile  | 3 | 1 | 0 | 2 | 94  | 62  | +32  | 3  |
| 4   | Paraguay | 3 | 0 | 0 | 3 | 32  | 168 | −136 | 0  |

### Sudamérica Rugby Cup
| Arbitro: | Francisco González |

|                       |      |                                                         |
| Huete 49’ Larenas 55’ | mt   | 13’ Díaz Bonilla 23’, 28’ Boffelli 34’ Elías 64’ Devoto |
| González 55’          | tr   | 28’, 34’ Díaz Bonilla 64’ Granella                      |
| González 18’          | c.p. |                                                         |

| Arbitro: | Henrique Platais |

|                              |      |                                                        |
| Diana Arata Perrone Vilaseca | mt   | Schultz Montagner Baldunciel Ezcurra Portillo Cuaranta |
| Cat Piccardo (3)             | tr   | Elias (3) Delguy                                       |
| Cat Piccardo (4)             | c.p. |                                                        |

#### Classifica
| Pos | Squadra      | G | V | N | P | PF | PS | DP  | Pt |
| --- | ------------ | - | - | - | - | -- | -- | --- | -- |
| 1   | Argentina XV | 2 | 2 | 0 | 0 | 69 | 48 | +21 | 6  |
| 2   | Uruguay      | 2 | 1 | 0 | 1 | 60 | 49 | +11 | 3  |
| 3   | Cile         | 2 | 0 | 0 | 2 | 26 | 58 | −32 | 0  |

## Sudamericano "B"

### Risultati
| Data            | Incontro             | Risultato | Sede   |
| --------------- | -------------------- | --------- | ------ |
| 7 ottobre 2017  | Perù ― Colombia      | 3–50      | Lima   |
| 14 ottobre 2017 | Perù ― Venezuela     | 21–33     | Lima   |
| 21 ottobre 2017 | Colombia ― Venezuela | 53–15     | Guarne |

### Classifica
|  | Classifica | G | V | N | P | P+  | P- | diff. | PT |
|  | ---------- | - | - | - | - | --- | -- | ----- | -- |
|  | Colombia   | 2 | 2 | 0 | 0 | 103 | 18 | 85    | 6  |
|  | Venezuela  | 2 | 1 | 0 | 1 | 48  | 74 | -26   | 3  |
|  | Perù       | 2 | 0 | 0 | 2 | 24  | 83 | -59   | 0  |

## Sudamericano "C"

### Risultati
| Data             | Incontro               | Risultato | Sede      |
| ---------------- | ---------------------- | --------- | --------- |
| 27 agosto 2017   | Costa Rica ― Panama    | 95–5      | Tres Ríos |
| 27 agosto 2017   | Nicaragua ― Guatemala  | 19–57     | Tres Ríos |
| 30 agosto 2017   | Costa Rica ― Nicaragua | 58–7      | Tres Ríos |
| 30 agosto 2017   | Guatemala ― Panama     | 65–5      | Tres Ríos |
| 2 settembre 2017 | Nicaragua ― Panama     | 46–36     | Tres Ríos |
| 2 settembre 2017 | Costa Rica ― Guatemala | 8–8       | Tres Ríos |

### Classifica
|  | Classifica | G | V | N | P | P+  | P-  | diff. | PT |
|  | ---------- | - | - | - | - | --- | --- | ----- | -- |
|  | Costa Rica | 3 | 2 | 1 | 0 | 161 | 20  | 141   | 7  |
|  | Guatemala  | 3 | 2 | 1 | 0 | 130 | 32  | 98    | 7  |
|  | Nicaragua  | 3 | 1 | 0 | 2 | 72  | 151 | -79   | 3  |
|  | Panama     | 3 | 0 | 0 | 3 | 46  | 206 | -160  | 0  |